# マーティ・アデルスタイン
マーティン・ブルース・アデルスタイン（Martin Bruce Adelstein、1959年 - ）は、アメリカ合衆国のテレビプロデューサー。プロデューサーになる前は、エンデヴァー・エージェンシーのパートナーであり、創設メンバーの一人だった。
2019年の時点で、アデルスタインはトゥモロー・スタジオのCEO兼創設者である。

## 人物
アデルスタインは結婚しており、3子がいる。
アデルスタインは、イスラエルのボイコット、投資撤収、制裁に対抗する組織であるクリエイティブ・コミュニティ・フォー・ピース（CCFP）に参加している。

## フィルモグラフィ
- プリズン・ブレイク
- アクエリアス 刑事サム・ホディアック
- グッド・ビヘイビア
- ファイナルデッドコール 暗闇にベルが鳴る
- トゥルー・コーリング
- ミスター・エド

## 近年のプロジェクト
| タイトル           | 公開日                        | ネットワーク                         | 脚注                                         | 出典              |
| ------------------ | ----------------------------- | ------------------------------------ | -------------------------------------------- | ----------------- |
| ハンナ             | 2019年2月3日 – 2021年11月24日 | Amazon Prime Video                   | アデルスタインが製作した映画のテレビドラマ化 | [ 2 ]             |
| スノーピアサー     | 2020年5月17日 – 2022年3月28日 | ターナー・ネットワーク・テレビジョン | 同名の映画のテレビドラマ化                   | [ 3 ]             |
| カウボーイビバップ | 2021年11月19日                | Netflix                              | 同名のアニメの実写ドラマ化                   | [ 4 ]             |
| ONE PIECE          | 2023年8月31日                 | Netflix                              | 同名の漫画の実写ドラマ化                     | [ 5 ] [ 6 ] [ 7 ] |

## 受賞歴
- FOX・プロダクション・アワード（2008年）